# Parti ouvrier socialiste de Croatie
Le Parti ouvrier socialiste de Croatie (en croate: Socijalistička radnička partija Hrvatske, SRP) est un parti politique de gauche en Croatie créé en 1997.

## Histoire
Le Parti ouvrier socialiste de Croatie est un parti de gauche qui a été créé le 25 octobre 1997 avec le projet de rassembler « les gens qui se battent pour la cause du socialisme démocratique en Croatie, pour la justice sociale et le développement écologiquement viable, pour la paix et pour la pleine réalisation de la personne humaine, ainsi que pour la dignité de la personne et le bien-être matériel et spirituel ».
Le parti possède une section jeunesse nommée Les jeunes socialistes.

## Idéologie
En théorie, le Parti ouvrier socialiste de Croatie est composé de différents courants de gauche voire de l'extrême gauche. Il soutient les mouvements sociaux, la plupart des syndicats et les organisations LGBT. Aussi, le Parti souligne l'importance de l'autogestion et de la démocratie participative dans son programme
L'un de ses principaux objectifs est également de défendre la mémoire des Partisans, c'est-à-dire les résistants yougoslaves d'inspiration communiste durant la Seconde Guerre mondiale.